# The London Gazette
The London Gazette (произносится Зэ Ла́ндан Гэзе́т, переводится Лондонская газета или Лондонский бюллетень) — одна из трёх правительственных газет Великобритании (остальные две, The Edinburgh Gazette и The Belfast Gazette, ориентированы на освещение событий в Шотландии и Северной Ирландии соответственно). Все три правительственные газеты Великобритании издаются англ. The Stationery Office при Офисе публичной информации Великобритании. Все три газеты являются объектами авторского права короны. The London Gazette является старейшей газетой Великобритании, хотя это звание оспаривается Stamford Mercury (издаётся с 1695 года) и Berrow's Worcester Journal (издаётся с 1690 года) в связи с тем, что по некоторым стандартам (освещение главных новостей, малый тираж) The London Gazette нельзя было считать полноценной газетой. Несмотря на звание национальной, The London Gazette делает основной упор в освещении событий и людей Англии и Уэльса.

## История
Осенью 1665 года король Карл II со своим двором, спасаясь от лондонской эпидемии чумы, переехал в Оксфорд. Он одновременно желал и получать свежие новости из столицы, и опасался, боясь заразиться, брать в руки что-либо лондонское, в том числе и газеты. Тогда по его приказу  7 ноября 1665 года вышел первый номер газеты  под названием The Oxford Gazette. Новое издание, выходившее дважды в неделю, так понравилось королю своим акцентом на беспристрастную подачу информации и отказом от полемического пафоса, что он благоволил дальнейшему развитию этого издания. В конце января 1666 года Карл II вернулся в Лондон, и его газета изменила название на нынешнее (с 5 февраля 1666 года, выпуск № 24). Первый выпуск газеты был опубликован журналистом и издателем Генри Маддименом с подзаголовком «Опубликовано властями» — об этом событии оставил запись в своём дневнике известный чиновник и хроникёр Сэмюэл Пипс. В то время The London Gazette не являлась газетой в современном понимании этого термина: она рассылалась по почте подписчикам и не продавалась открыто широким слоям населения.
C 1812 года в газете стали печататься полноценные рекламные объявления, так как один из её сотрудников, Джордж Рейнелл, основал первое в стране рекламное агентство. C 1889 года контроль за публикациями в The London Gazette осуществляется Офисом публичной информации Великобритании. В 1990-е годы публикации газеты были отданы в частные руки под надзором правительства.

### Наше время
В наше время газета выходит по будням, кроме «банковских каникул». Там, кроме всего прочего, печатаются:
- Предоставления королевских санкций на законопроекты Парламентов Великобритании и Шотландии.
- Выпуск выборных предписаний в случае появления вакансий в Палате общин.
- Назначения на некоторые государственные должности.
- Списки комиссованных офицеров Вооружённых Сил и продвижение офицеров по службе.
- Данные о корпоративной и личной (не)платёжеспособности[2].
- Новости о вручении государственных и военных медалей и почестей.
- Новости о смене имён[англ.] и гербов.
- Королевские прокламации и прочие декларации.

Все выпуски The London Gazette оцифрованы и доступны онлайн. Содержимое, кроме сообщений о неплатёжеспособности, доступно в ряде машиночитаемых форматов: XML (выдача через email/FTP) и XML/RDFa через Atom.